# Tonganosaurus hei
Il tonganosauro (Tonganosaurus hei) è un dinosauro erbivoro appartenente ai sauropodi. Visse nel Giurassico inferiore (circa 190 milioni di anni fa) e i suoi resti sono stati ritrovati in Cina. È uno dei più antichi sauropodi giganti.

## Descrizione
I resti di questo dinosauro comprendono vertebre, cinto pelvico e pettorale, numerose ossa delle zampe posteriori e anteriori. I fossili fanno pensare che questo animale possa aver raggiunto la lunghezza di circa 20 metri, e probabilmente rappresenta uno dei più grandi sauropodi del Giurassico inferiore. Si suppone che il suo aspetto fosse simile a quello del successivo Mamenchisaurus, ma che possedesse alcune caratteristiche meno evidenti: il collo, ad esempio, non doveva essere lungo come quello del suo parente più noto.

## Classificazione
Descritto per la prima volta nel 2010, Tonganosaurus è stato classificato come un "mamenchisauride"; dal momento che lo stesso Mamenchisaurus non gode di una classificazione chiara, non è certo in che punto dell'evoluzione dei sauropodi si collochi Tonganosaurus. È possibile, in ogni caso, che Tonganosaurus possa rappresentare un arcaico esempio di una radiazione di sauropodi strettamente asiatica, noti come euelopodidi, a cui sono spesso attribuiti dinosauri come Euhelopus e Mamenchisaurus.